# إيوين والاس كاميرون
إيوين والاس كاميرون (بالإنجليزية: Ewen Wallace Cameron)‏ هو شخصية أعمال أسترالي، ولد في 26 يوليو 1816، وتوفي في 25 مايو 1876.